# Zenon Ziembiewicz
Zenon Ziembiewicz – postać fikcyjna, główny bohater powieści Granica Zofii Nałkowskiej, jej dwóch ekranizacji filmowych i licznych adaptacji teatralnych.
Na początku powieści jest studentem, który z czasem robiąc karierę polityczną zostaje prezydentem miasta. W życiu prywatnym wdaje się w nieszczęśliwy układ miłosny – poza małżeństwem z Elżbietą ma kochankę Justynę Bogutównę. Ta, po zajściu w ciążę, dokonuje aborcji, przez co popada w melancholię. Ostatecznie doprowadza to do tragicznego zakończenia – Justyna oblewa kochanka żrącym kwasem oślepiając go, w następstwie czego Ziembiewicz popełnia samobójstwo.
Postać i postawa Ziembiewicza była wielokrotnie poddawana analizie literackiej, jako przykład odpowiedzialności moralnej za swoje czyny.
W ekranizacji z 1938 w reżyserii Józefa Lejtesa w rolę Ziembiewicza wcielił się Jerzy Pichelski, zaś w filmie z 1977 (reż. Jan Rybkowski) – Andrzej Seweryn. Ponadto w postać wcielali się m.in. Stanisław Jasiukiewicz (Teatr Polskiego Radia 1959, reż. Wojciech Maciejewski), Gustaw Holoubek (Teatr Polskiego Radia 1968, reż. Zbigniew Kopalko), Ignacy Gogolewski (Teatr Telewizji 1970, reż. Janusz Warmiński) i Jan Frycz (Teatr Telewizji 1984, reż. Jan Błeszyński).